# Heavy Gear
Heavy Gear ist ein in Buchform (pen & paper) vom kanadischen Verlag Dream Pod 9 veröffentlichtes Rollenspiel. Die erste Fassung erschien im Jahr 1994; inzwischen befindet sich das Spiel in der dritten Edition.
2001 erschien mit Heavy Gear: The Animated Series eine computeranimierte Fernsehserie mit 40 Folgen.

## Geschichte
Heavy Gear gehört dem Genre der Science-Fiction-Rollenspiele an. Der Hintergrund ist der fiktive Planet Terra Nova, das Jahr etwa 6130 AD. Der Hintergrundgeschichte zufolge hat sich die Menschheit nach Überstehen einer kurzen Eiszeit von nicht mehr als 2000 Jahren mittels der Ausnutzung von sogenannten Tannhauser-Toren über 9 weitere Planeten ausgebreitet, bevor sich die Erde von ihren Kolonien lossagte und ein Zeitalter der Isolation begann.

### Der Planet Terra Nova
Terra Nova ist in etwa erdähnlich angelegt; der Planet ist in zwei Hälften gespalten – Norden und Süden – die ungefähr den Supermächten USA und UdSSR gegen Ende des 20. Jahrhunderts entsprechen. Um den gesamten Äquator zieht sich ein breiter Wüstengürtel – die Badlands. Dort tragen die polaren Blöcke ihre Konfrontationen aus. Zum Zeitpunkt der Handlung hat sich die faschistisch regierte Erde nach einem 3. Weltkrieg aufgemacht, die isolierten Kolonien wieder militärisch unter ihre Kontrolle zu bringen.

## Spiel
Das Spiel ist gleichermaßen als klassisches Rollenspiel wie auch als taktisches Miniaturenspiel (Tabletop, sowohl mit Karten als auch modelliertem Gelände) gestaltet; entsprechend hat das Spiel eine deutliche militärische Färbung. Das früher verwendete und wegen seiner einfachen Eleganz beliebte Silhouette-Regelwerk wurde inzwischen abgelöst durch ein vereinheitlichtes und stark erweitertes Regelwerk, Silhouette Core oder SilCore genannt, das allen von Dream Pod 9 produzierten Spielen zugrunde liegt. Das System arbeitet mit einfachen sechsseitigen Würfeln (W6). Charaktere verfügen über eine variable Anzahl von Fähigkeiten (Skills), welche von einer festen Anzahl von Attributen beeinflusst werden. Für Tests werden gewöhnlich 2 bis 5 Würfel geworfen und das höchste geworfene modifizierte Ergebnis mit einem Schwellwert oder einem entgegengesetzten Wurf verglichen, um Erfolg oder Misserfolg zu bestimmen. Das System ist schnell, einfach zu benutzen, in sich komplex und liefert annehmbar realistische Ergebnisse mit einem Minimum an Aufwand.

## Quellbände
Für die erste und zweite Edition wurden etwa 60 Quellbände veröffentlicht, welche durch einen sehr detaillierten Hintergrund auffallen und eine enorm große Zahl von Charakteren, Lokalitäten und Gegenständen beschreiben. Weitere Merkmale sind der komplexe Bogen der Hintergrundgeschichte, der sich im Laufe der Zeit entwickelt und allmählich auch die anderen Kolonien aufgreift – sowie die durchweg hohe Qualität der Illustrationen, welche zumindest die älteren Quellbücher zahlreich aufweisen. Ein oft bemängelter Punkt an den Produkten des Verlags ist die relativ hohe Anzahl an Druckfehlern.